# Église Saint-François-d'Assise de Hervartov
Pour les articles homonymes, voir Église Saint-François-d'Assise.
L'église Saint-François-d'Assise est une église catholique romaine située dans le village de Hervartov en Slovaquie de l'est.

## Histoire
L'église fut construite en bois à la fin du XVe siècle. Les peintures murales datent de 1655 à 1805.
Le 7 juillet 2008, l'église fut inscrite avec sept autres monuments du même type au patrimoine mondial de l'UNESCO sous la dénomination d'Églises en bois de la partie slovaque de la zone des Carpates.